# إدفين رايدينغ
إدفين رايدينغ هو ممثل سويدي ولد في 4 فبراير 2003،بدأ مشواره التمثيلي في 2009 وأشتهر بدوره في مسلسل الأمير الشاب.

## روابط خارجية
- إدفين رايدينغ على موقع IMDb (الإنجليزية)
- إدفين رايدينغ على موقع روتن توميتوز (الإنجليزية)
- إدفين رايدينغ على موقع ألو سيني (الفرنسية)
- إدفين رايدينغ على موقع قاعدة بيانات الأفلام السويدية (السويدية)
- إدفين رايدينغ على موقع قاعدة بيانات الفيلم (الإنجليزية)
- إدفين رايدينغ على موقع كينوبويسك (الروسية)